# Sarah Beaudry
Pour les articles homonymes, voir Beaudry.
Sarah Beaudry, née le 19 mars 1994 à Prince George, est une biathlète canadienne. 

## Biographie
Elle court les Championnats du monde jeunesse en 2011, 2012 et 2013, avant de faire ses débuts en IBU Cup lors de la saison suivante. Également, en 2014, elle remporte la médaille de bronze de la poursuite aux Championnats du monde junior. Elle effectue ses premiers pas en Coupe du monde en fin d'année 2014 à Hochfilzen. Elle marque ses premiers points en 2016 à Canmore (38e), juste avant de participer aux Championnats du monde à Oslo.
Aux Jeux olympiques d'hiver de 2018, elle est 29e de l'individuel et 10e du relais. En décembre 2018, elle est douzième du sprint de Nove Mesto, établissant son meilleur résultat individuel dans l'élite.

## Palmarès

### Jeux olympiques
| Épreuve / Édition                | Individuel | Sprint | Poursuite | Départ en masse | Relais | Relais mixte |
| Jeux olympiques 2018 Pyeongchang | 29e        | —      | —         | —               | 10e    | —            |
| Jeux olympiques 2022 Pékin       | 80e        | 80e    | —         | —               | 10e    | 14e          |

Légende :
- — : N'a pas participé à l'épreuve.

### Championnats du monde
| Édition / Épreuve       | Individuel | Sprint | Poursuite | Mass start | Relais | Relais mixte | Relais mixte simple              |
| ----------------------- | ---------- | ------ | --------- | ---------- | ------ | ------------ | -------------------------------- |
| Oslo 2016               | 60e        | 71e    | —         | —          | 15e    | —            | Épreuve inexistante à cette date |
| Östersund 2019          | 64e        | 47e    | 42e       | —          | 14e    | 16e          | —                                |
| Antholz-Anterselva 2020 | 70e        | —      | —         | —          | —      | —            | —                                |
| Pokljuka 2021           | 51e        | 82e    | —         | —          | 16e    | —            | —                                |

Légende :
- — : non disputée par Beaudry

### Coupe du monde
- Meilleur classement général : 75e en 2019.
- Meilleure performance individuelle : 12e.

#### Classements en Coupe du monde
| Saison    | Classement général final | Individuel | Sprint | Poursuite | Mass start |
| 2014-2015 | nc                       |            | nc     |           |            |
| 2015-2016 | 97e                      | nc         | 91e    | nc        |            |
| 2016-2017 | nc                       | nc         | nc     |           |            |
| 2017-2018 | 79e                      | nc         | 68e    | nc        |            |
| 2018-2019 | 75e                      | 60e        | 61e    | 84e       |            |
| 2019-2020 | nc                       | nc         | nc     | nc        |            |
| 2020-2021 | 85e                      | 59e        | 88e    | 75e       |            |
| 2021-2022 | 105e                     | nc         | 89e    | nc        |            |

### Championnats du monde junior
- Médaille de bronze de la poursuite en 2014 à Presque Isle.